# Джон Леннокс
Джон Карсон Леннокс (англ. John Carson Lennox, нар. 7 листопада 1943) — математик, біоетик, християнський апологет і письменник з Північної Ірландії. Він написав багато книг про релігію та взаємозв'язок між наукою і вірою, зокрема книги «Божий трунар: Чи наука поховала Бога», «Чи може наука все пояснити», «Людина та її світогляд. Для чого ми живемо і яке наше місце у світі» (остання — перекладена українською мовою). Також науковець провів численні публічні дебати з відомими атеїстами, включаючи Річарда Докінза, Крістофера Хітченса та Пітера Сінґера.
Джон Леннокс пішов на пенсію з професорської діяльності, де спеціалізувався на теорії груп. Він є почесним професором математики в Оксфордському університеті та почесним членом у галузі математики та філософії науки в коледжі Грін Темплтон Оксфордського університету. Він також є асоційованим співробітником Саїдської бізнес-школи та старшим науковим співробітником «Троїцького Форуму». Професор регулярно викладає в багатьох академічних закладах і зокрема є лектором Християнської Відкритої Академії.

## Раннє життя
Джон Леннокс народився 7 листопада 1943 року в Північній Ірландії і виріс в Армі, де його батько керував магазином. Леннокс відвідував Королівську школу в Армі, а потім став стипендіатом і старшим науковцем у коледжі Еммануеля в Кембриджі, де в 1962 році також відвідав останні лекції К. С. Льюїса про поета Джона Донна. У цьому ж навчальному закладі Джон Леннокс отримав ступінь магістра та PhD в математиці. Він багато років працював в Інституті математики в Кардіффському університеті, де отримав ступінь доктора наук за свої дослідження. Він також має ступінь магістра та PhD в Оксфордському університеті і ступінь магістра біоетики в Університеті Суррея. Він був старшим науковцем на стипендії імені Александера фон Гумбольдта у Вюрцбурзькому та Фрайбурзькому університетах в Німеччині.
Також Леннокс отримав ступінь магістра мистецтв і доктора філософії в Кембриджському університеті (1970).

## Кар'єра
Після закінчення докторантури Леннокс переїхав до Кардіффа (Уельс), ставши викладачем математики в Уельському університеті в Кардіффі. Леннокс також викладає науку та релігію в Оксфордському університеті. Протягом 29 років він читав лекції в університетах Вюрцбурга, Фрайбурга та Відня, і виступав у Східній та Західній Європі, Північній Америці, регіоні Австралазії та Росії. Він викладав студентам математику, філософію науки та інтелектуальний захист християнства (християнську апологетику).

### Дебати

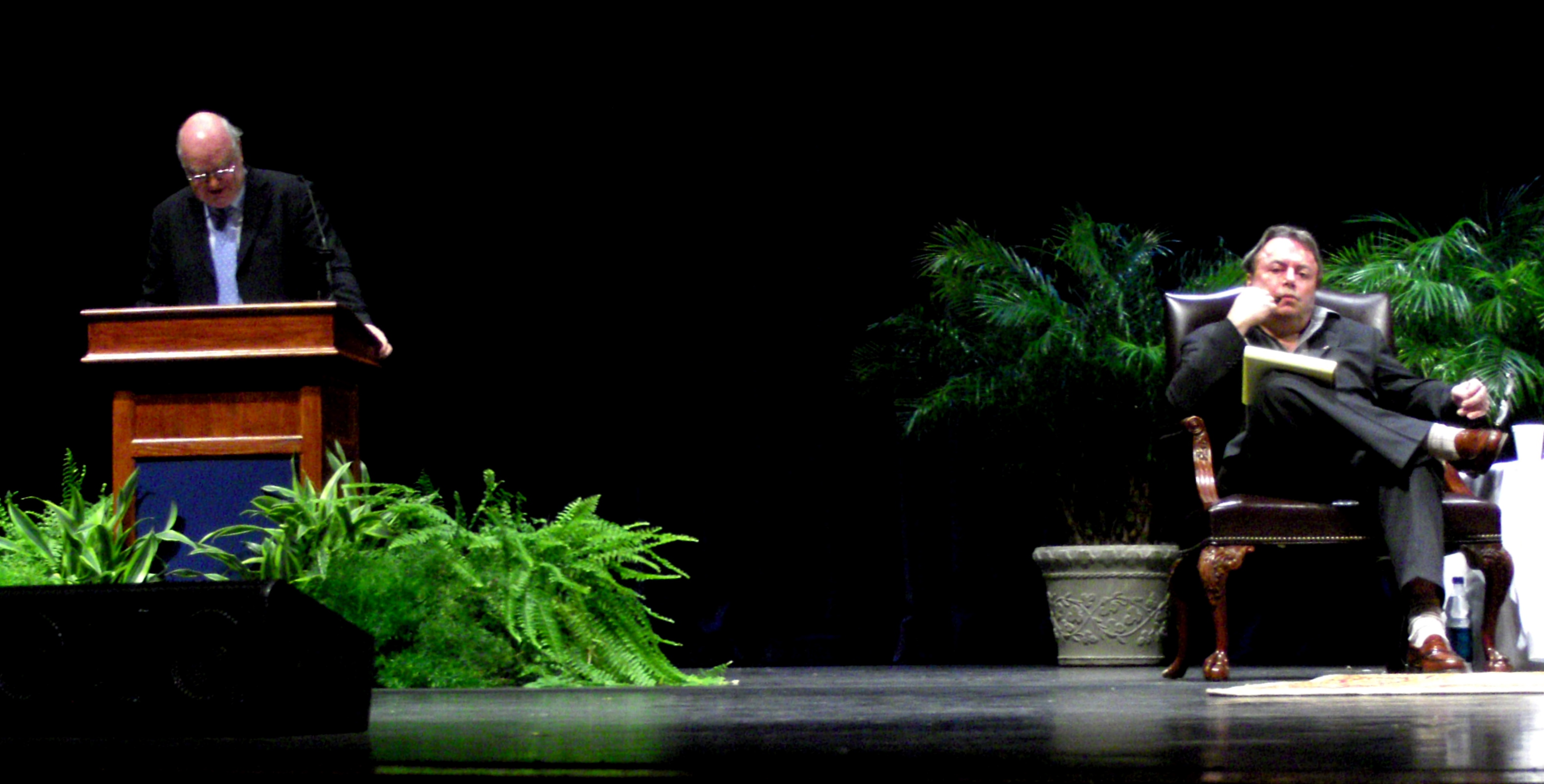
Леннокс (ліворуч) дебатує з Крістофером Хітченсом в Алабамі (США), березень 2009 р.

Джон Леннокс брав участь у численних публічних дебатах на стороні захисту християнської віри. Зокрема він дебатував з Крістофером Хітченсом, Майклом Шермером, Річардом Докінзом, Лоуренсом Крауссом, Пітером Аткінсом, Віктором Стенджером, Майклом Тулі, Стівеном Лоу та Пітером Сінгером.
- 3 жовтня 2007 року Леннокс мав дебати з Річардом Докінзом в Університеті Алабами в Бірмінгемі (США) щодо поглядів Докінза, висловлених у його книзі «Ілюзія Бога»[10].
- У квітні 2008 року Леннокс і Докінз провели дискусію вдруге, але вже в Трініті-коледжі в Оксфорді, щоб детальніше підняти ті теми, про які закоротко вони поговорили на дебатах 3 жовтня 2007 року[11].
- 9 серпня 2008 року Леннокс обговорював із Крістофером Хітченсом на Единбурзькому міжнародному фестивалі в Единбурзі (Шотландія, Велика Британія) те, чи повинна Європа відкинути своє релігійне минуле і вітати «новий атеїзм»[12].
- 23 серпня 2008 року Леннокс дебатував з Майклом Шермером про існування Бога в Сіднеї (Австралія)[13].
- 21 жовтня 2008 року Леннокс знову мав дебати з Докінзом у Оксфордському музеї природничої історії, де в 1860 році дебатували про еволюцію Томас Генрі Гакслі та Семюел Вілберфорс. Дискусія мала назву «Чи поховала наука Бога?»[14]. Британський журнал «The Spectator[en]» назвав подію «Гакслі-Вілберфорс, другий раунд»[15].
- 3 березня 2009 року Леннокс вдруге мав дебати з Крістофором Хітченсом в Самфордському університеті в Бірмінгемі (штат Алабама, США). Темою обговорення було питання: «Чи великий Бог?». Зокрема були розглянуті деякі твердження Хітченса, яківін написав у своїй книзі «Бог не великий»[16][17].
- 20 липня 2011 року Леннокс мав публічні дебати з Пітером Сінгером в Мельбурні (Австралія) на тему «Чи є Бог?»[18].

## Особисте життя
Леннокс володіє англійською, російською, французькою та німецькою мовами. Він одружений з Саллі Леннокс, має трьох дітей і 10 онуків. У нього є брат на ім'я Ґілберт Леннокс, він є старійшиною церкви Гленаббі (Гленгормлі), а також вчителем Біблії та фотографом. Донька Ґілберта й племінниця Джона Леннокса та її чоловік — відомі у Великій Британії музиканти — Крістін та Кейт Ґетті.

## У масовій культурі
Джон Леннокс згадується в християнському фільмі «Бог не мертвий», де один з героїв фільму згадує його аналіз коментаря Стівена Гокінга про створення Всесвіту.

## Книги
Науковець написав ряд книг про взаємодію між наукою, філософією та теологією. Серед них:
1. «Божий трунар: чи наука поховала Бога?» (2009)
2. «Бог і Стівен Гокінг» (2011), відповідь на книгу Стівена Хокінга «Великий задум», що вийшла в 2010-му році
3. «Полювання на Бога» про новий атеїзм (2011)
4. «Сім днів, що розділяють світ» (2011) про перші розділи книги «Буття» Біблії та версії науковців про початок світу
5. «Проти течії» (2015)
6. «Вирішено вірити» (2017)
7. «Йосиф» (2019)
8. «Ключові біблійні концепції» — серія книг про історію в книзі Буття, у співавторстві з Девідом Гудінгом (1997)
9. «Християнство: опіум чи правда?» (1997) у співавторстві з Девідом Гудінгом
10. «Визначення християнства» (2001) у співавторстві з Девідом Гудінгом
11. «Людина та її світогляд. Для чого ми живемо і яке наше місце у світі» у співавторстві з Девідом Гудінгом. Видана українською в 2007 році.
12. «Біблія та етика. Міртлфілдські зустрічі» (2015) у співавторстві з Девідом Гудінгом
13. «Пошуки реальності та значення» — серія книг з шести частин, у співавторстві з Девідом Гудінгом (2018—2019)
14. «Не бійся» (2018) про євангелізацію сьогодні
15. «Чи може наука все пояснити?» (2019) про стосунки між наукою і християнством
16. «Де ж Бог в коронавірусний час?» (2020)
17. «2084: Штучний інтелект і майбутнє людства»
18. «Субнормальні підгрупи груп» (1987) у співавторстві зі Стюартом Е. Стоунхевером
19. «Теорія нескінченних розв'язних груп» (2004) у співавторстві з Дереком Дж. С. Робінсоном (липень, 2015)

На додаток до понад 70-ти опублікованих математичних робіт Джон Леннокс є співавтором двох текстів дослідницького рівня з алгебри в серіях «Оксфордських математичних монографіях»